# Satchurated: Live in Montreal
Satchurated: Live in Montreal è un album dal vivo e film concerto del chitarrista statunitense Joe Satriani.
Il film è stato proiettato nei formati 2D e 3D nei cinema di tutto il mondo durante marzo 2012. È stato il primo film concerto 3D a essere stato registrato in Dolby Surround 7.1. Il concerto ha avuto luogo al Metropolis Theatre a Montréal, in Canada, il 12 dicembre 2010 durante il Wormhole Tour che ha seguito l'album Black Swans and Wormhole Wizards. In seguito è stato distribuito in formato CD o DVD/Blu-Ray.

## Tracce

### Disco 1
1. Ice 9
2. Hordes of Locusts
3. Flying in a Blue Dream
4. Light Years Away
5. Memories
6. War
7. Premonition
8. Satch Boogie
9. Revelation
10. Pyrrhic Victoria
11. Crystal Planet
12. The Mystical Potato Head Groove Thing
13. Dream Song
14. God Is Crying
15. Andalusia
16. Solitude
17. Littleworth Lane
18. Why
19. Wind in the Trees
20. Always with Me, Always with You
21. Big Bad Moon

### Disco 2
1. Crowd Chant
2. Summer Song
3. Two Sides to Every Story (bonus track)
4. The Golden Room (bonus track)

## Formazione
- Joe Satriani - chitarra
- Jeff Campitelli - batteria
- Allen Whitman - basso
- Mike Keneally - tastiere
- Galen Henson - chitarra ritmica

### Produzione
- Pierre Lamoureux - direttore, produttore
- François Lamoureux - direttore, produttore, audio recording
- Mike Fraser - mixing
- Denis Normandeau - audio recording
- Mike Boden - digital editing
- Martin Julien - concert film editor
- Adam Ayan - mastering
- Éric Beauséjour - art direction
- Jay Blakesberg - cover photo